# Organização Autentizoica
Organização Autentizoica é a cultura de uma empresa que dá significado ao trabalho das pessoas para obter delas os melhores resultados.
A origem de Autentizoica é um neologismo resultante da conjugação de dois termos gregos “authenteekos” que trata-se de uma organização que se assume como autêntica e confiável e “zoteekos” aquilo que é essencial para a vida.
O termo organização autentizoica é um conceito sugerido pelo professor Manfred F. R. Kets de Vries, em que as culturas das empresas que seguem este modelo estão permeadas por valores que acabam por se traduzir em formas específicas de comportamento, que são a confiança, a alegria, a franqueza, o respeito pelo individuo, a justiça, o trabalho em equipe, o empreendedorismo, a inovação, a orientação para o cliente, a responsabilidade, a aprendizagem contínua e a abertura para mudanças. Essas empresas também oferecem benefícios tais como formação e treinamento, conciliação trabalho-família, participação nos lucros, licenças sabáticas, seguro-saúde, apoio médico, áreas para a prática desportiva, creches, apoio jurídico, horários de trabalho flexíveis, empregos em tempo parcial e compartilhamento de postos de trabalho também são comuns. 
O termo também pode estar relacionado às empresas “amigas da família”, “empresas vivas” e “empresas humanizadas” termos criados que abrangem não somente o indivíduo, mas também propõe uma organização centralizada na ética, na responsabilidade social, na cidadania corporativa e no desenvolvimento sustentável, os autores que defendem essas ideias acrescentam que é necessário romper com o modelo empresarial e econômico voltado somente aos resultados e lucros da empresa, defendem a ideia de que é inadiável a necessidade de conciliação entre competitividade e humanização. Alguns autores defendem a ideia desse conceito ser o “antídoto” para o estresse que domina a vaidade muitas organizações do mundo, e que este modelo é capaz de auxiliar os seus trabalhadores permitindo que estes consigam um equilíbrio entre a vida profissional e sua vida pessoal e familiar.

## Características
Abaixo constam as características das organizações autentizoicas:
| Proporcionam                        | Explanação |
| ----------------------------------- | --- |
| Sentido de propósito                | Mediante a articulação de uma visão para o futuro, uma descrição vívida de uma cultura e de um propósito para a organização, os líderes criam um sentido de propósito para as pessoas |
| Sentido de autodeterminação         | Os colaboradores sentem que controlam as suas vidas – não sendo meros “peões no tabuleiro organizacional”                                                                             |
| Sentido de impacto                  | As pessoas são dotadas de empowerment, sentindo que as suas ações influenciam, efectivamente, a vida da organização                                                                   |
| Sentido de competência              | As pessoas sentem que podem crescer do ponto de vista pessoal e desenvolver o seu potencial. A aprendizagem contínua é fomentada                                                      |
| Sentido de pertença (de comunidade) | Sentindo que pertencem a uma comunidade organizacional, as pessoas desenvolvem laços de confiança e respeito mútuo                                                                    |
| Sentido de prazer e alegria         | A vida organizacional é comandada por líderes entusiastas que instilam um sentido de alegria no trabalho                                                                              |
| Sentido de significado              | As pessoas podem colocar a sua criatividade ao serviço do trabalho, sentem-se completamente envolvidas e concentradas no que fazem                                                    |